# Open 13 Provence 2024
L'Open 13 Provence 2024 è stato un torneo di tennis giocato sul cemento indoor. È stata la 32ª edizione del torneo facente parte dell'ATP Tour 250 nell'ambito dell'ATP Tour 2024. Si è giocato al Palais des Sports di Marsiglia, in Francia, dal 5 all'11 febbraio 2024.

## Partecipanti al singolare

### Teste di serie
| Nazionalità | Giocatore                   | Ranking* | Testa di serie |
| ----------- | --------------------------- | -------- | -------------- |
| Polonia     | Hubert Hurkacz              | 8        | 1              |
| Bulgaria    | Grigor Dimitrov             | 13       | 2              |
|             | Karen Chačanov              | 18       | 3              |
| Francia     | Ugo Humbert                 | 21       | 4              |
| Spagna      | Alejandro Davidovich Fokina | 23       | 5              |
| Italia      | Lorenzo Musetti             | 26       | 6              |
| Canada      | Félix Auger-Aliassime       | 30       | 7              |
| Rep. Ceca   | Jiří Lehečka                | 31       | 8              |

* Ranking al 29 gennaio 2024.

#### Altri partecipanti
I seguenti giocatori hanno ricevuto una wildcard per il tabellone principale:
- Benjamin Bonzi
- Quentin Halys
- Denis Shapovalov

I seguenti giocatori sono entrati in tabellone come alternate:
- Maximilian Marterer
- Arthur Rinderknech

I seguenti giocatori sono entrati nel tabellone principale passando dalle qualificazioni:

- Hugo Gaston
- Hugo Grenier
- Maxime Cressy
- David Goffin

Il seguente giocatore è entrato in tabellone come lucky loser:
- Giulio Zeppieri

#### Ritiri
Prima del torneo
- Fábián Marozsán → sostituito da  Maximilian Marterer
- Jannik Sinner → sostituito da  Giulio Zeppieri
- Lorenzo Sonego → sostituito da  Richard Gasquet
- Jan-Lennard Struff → sostituito da  Grégoire Barrère

## Partecipanti al doppio

### Teste di serie
| Nazione     | Giocatore         | Nazione       | Giocatore     | Ranking* | Testa di serie |
| ----------- | ----------------- | ------------- | ------------- | -------- | -------------- |
| Paesi Bassi | Jean-Julien Rojer | Nuova Zelanda | Michael Venus | 37       | 1              |
| Finlandia   | Harri Heliövaara  | Australia     | John Peers    | 75       | 2              |
| Austria     | Alexander Erler   | Austria       | Lucas Miedler | 76       | 3              |
| India       | Yuki Bhambri      | Paesi Bassi   | Robin Haase   | 101      | 4              |

* Ranking al 29 gennaio 2024.

### Altri partecipanti
Le seguenti coppie di giocatori hanno ricevuto una wildcard per il tabellone principale:
- Pierre-Hugues Herbert /  Grégoire Jacq
- Harold Mayot /  Lucas Pouille

La seguente coppia di giocatori è entrata in tabellone come alternate:
- Sander Arends /  Sem Verbeek

### Ritiri
Prima del torneo
- Ariel Behar /  Adam Pavlásek → sostituiti da  Bart Stevens /  Petros Tsitsipas
- Sander Gillé /  Joran Vliegen → sostituiti da  Patrik Niklas-Salminen /  Emil Ruusuvuori
- Lloyd Glasspool /  Jean-Julien Rojer → sostituiti da  Jean-Julien Rojer /  Michael Venus
- Kevin Krawietz /  Tim Pütz → sostituiti da  Vasil Kirkov /  Sebastian Korda
- Harold Mayot /  Lucas Pouille → sostituiti da  Sander Arends /  Sem Verbeek
- Jamie Murray /  Michael Venus → sostituiti da  Ivan Ljutarevič /  Aleksandr Ševčenko

## Punti
| Evento    | V   | F   | SF  | QF | 2T   | 1T | Q    | Q2   | Q1   |
| Singolare | 250 | 165 | 100 | 50 | 25   | 0  | 13   | 7    | 0    |
| Doppio    | 250 | 150 | 90  | 45 | N.D. | 0  | N.D. | N.D. | N.D. |

## Montepremi
| Evento    | V         | F        | SF       | QF       | 2T       | 1T      | Q2      | Q1      |
| Singolare | 110 115 € | 64 240 € | 37 765 € | 21 885 € | 12 705 € | 7 765 € | 3 885 € | 2 120 € |
| Doppio*   | 38 260 €  | 20 470 € | 12 000 € | 6 710 €  | N.D.     | 3 950 € | N.D.    | N.D.    |

*per team

## Campioni

### Singolare
Ugo Humbert ha sconfitto in finale  Grigor Dimitrov con il punteggio di 6-4, 6-3.
- È il quinto titolo in carriera per Humbert, il primo in stagione.

### Doppio
Tomáš Macháč /  Zhang Zhizhen hanno sconfitto in finale  Patrik Niklas-Salminen /  Emil Ruusuvuori con il punteggio di 6-3, 6-4.